# Јулијус Ленк
Јулијус Ленк (Шопрон, Угарска, 1836 — 1882, Београд) лекар и фармацеут, Словак, пречанин, који је већи део живота провео обављајући лекарску праксу у Кнежевини Србији. Учесник Првог и Другог српско-турског рата, један од оснивача Српског лекарског друштва.

## Живот и каријера
Рођен је у Шопрону (Угарска) 1836. године. Након што је завршио фармацију и медицину у Бечу, 1866. прешао је у Србију и био варошки и срески лекар у разним местима Кнежевине Србије.
У војну службу примљен је 1869. године. Као припадник војске Кнежевине Србије, прво је као командир одељења Тимочке дивизије учествовао у Првом српско-турском рату, затима као командир Треће пољске болнице Моравског корпуса и у Другом српско-турском рату.
Био је један од оснивача Српског лекарског друштва, заједно са четири Србина, три Немца, три Чеха, два Пољака, једним Грком и једним Словаком. Било је то мало интернационално друштво лекара, које су поред Јулијуса Ленка, чинили: Аћим Медовић (председник), Владан Ђорђевић (секретар), Јован Машин, Ђорђе Клинковски, Јован Валента, Панајот Папакостопулос, Јосиф Хољец, Бернард Брил, Сава Петровић, Марко Полак, Петар Остојић и зубни лекар Илија Ранимир.
Како је често боловао лечио се у иностранству, и због тога западао у новчане проблеме изазване високим трошковимаа лечења.
Преминуо је у великој оскудици у Београду 1882. године.